# 澳門旗
澳門旗（葡萄牙語：Bandeira de Macau）是曾被葡萄牙建議在澳門使用的旗幟。
1935年9月14日，葡萄牙政府發佈第8098號訓令，授予澳門政府有使用澳門盾徽之使用權利，因而在1967年的一份建議草案中，出現一面葡屬澳門旗幟式樣，直至1976年被棄用。

## 其他澳葡旗帜
- 澳門政府旗
- 澳門市政廳廳旗
- 海島市政廳旗